# زرین‌آباد (ملارد)
زرین‌آباد روستایی در دهستان اخترآباد بخش صفادشت شهرستان ملارد استان تهران ایران است.

## جمعیت
بر پایه سرشماری عمومی نفوس و مسکن در سال ۱۳۹۵ جمعیت این روستا ۱۴۶ نفر (۴۷ خانوار) بوده‌است.